# المدرسة الثانوية إدسل فورد

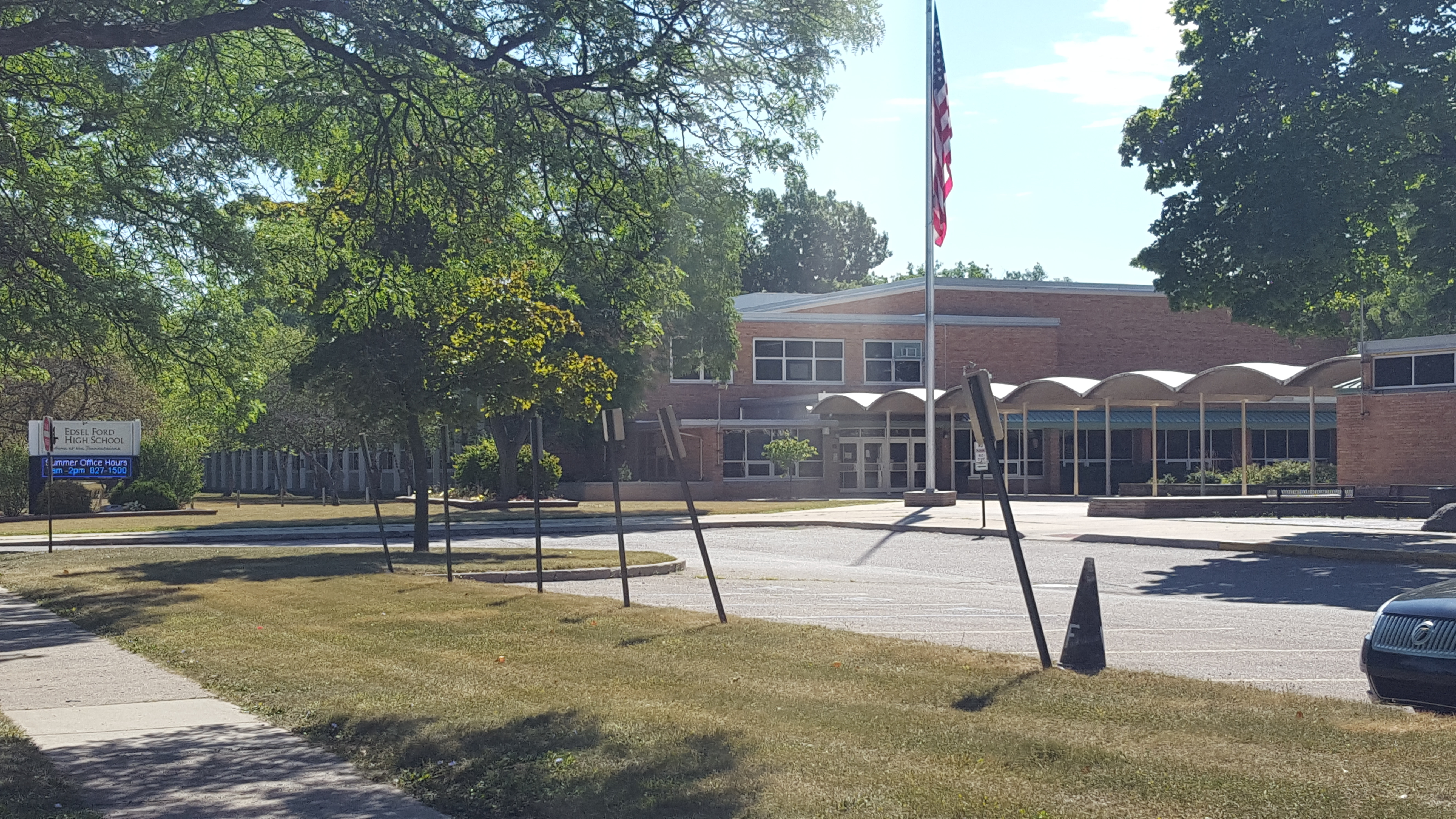
المدرسة الثانوية إدسل فورد

المدرسة الثانوية إدسل فورد (Edsel Ford High School) هي مدرسة ثانوية أمريكية تقع في مدينة ميشيغان، الولايات المتحدة.

## الروابط الخارجية
1. ↑  http://www.dearbornarealiving.com/famouspeople%5Bوصلة+مكسورة%5D

- Edsel Ford High School web page
- Edsel Ford High School Facebook Fan Page